# Кім Пейтон
Кім Пейтон (англ. Kim Peyton, 26 січня 1957 — 13 грудня 1986) — американська плавчиня.
Олімпійська чемпіонка 1976 року, учасниця 1972 року.
Призерка Чемпіонату світу з водних видів спорту 1973 року.
Переможниця Панамериканських ігор 1971, 1975 років.